# Sari Saarelainen
Sari Saarelainen (1 maart 1981) is een Finse voormalige wielrenster. In 2001 en 2013 werd ze Fins kampioene tijdrijden. Aanvankelijk beëindigde ze haar carrière al in 2004, maar ze maakte een comeback in 2010 nadat ze in 2009 moeder was geworden. Ze reed bij diverse Italiaanse ploegen als Acca Due O, Chirio-Forno d'Asolo, Faren-Let's Go Finland, MCipollini-Giordana, Servetto Giusta en S.C. Michela Fanini Rox. In 2021 sloot ze haar carrière af bij de Russische wielerploeg Cogeas-Mettler.
Op de Wereldkampioenschappen wielrennen 1998 in Valkenburg aan de Geul werd ze vijfde in de wegrit voor junioren. Veertien jaar later werd ze 29e in de tijdrit bij de elite tijdens het wereldkampioenschap 2012, eveneens in Valkenburg. Namens Finland werd ze 13e in de tijdrit tijdens de Europese Spelen 2015 in Bakoe, op bijna drie minuten achter winnares Ellen van Dijk. In 2015 won Saarelainen bovendien het eindklassement van de Tour de Charente-Maritime. In 2016 won ze de proloog en werd ze tweede in het eindklassement van de Finse rittenkoers NEA.
Naast haar wielercarrière is Saarelainen ook personal trainer en singer-songwriter. In 2022 is ze actief als assistent-ploegleider van de ploeg Roland Cogeas Edelweiss Squad.

## Palmares
1998

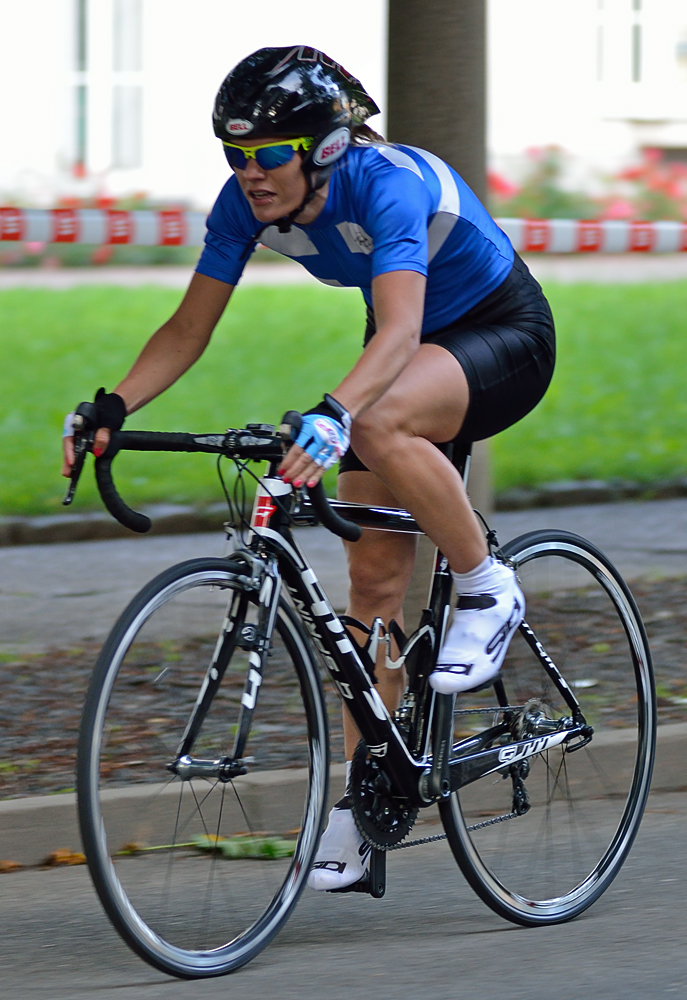
Saarelainen in de Ronde van Thüringen 2012.

 Fins kampioenschap op de weg
2001
 Fins kampioene tijdrijden
2002
 Fins kampioenschap tijdrijden
2003
 Fins kampioenschap tijdrijden
2010
 Fins kampioenschap op de weg
2013
 Fins kampioene tijdrijden
2014
 Fins kampioenschap op de weg
2015
 Fins kampioenschap tijdrijden
Eindklassement Tour de Charente-Maritime
2016
 Fins kampioenschap tijdrijden
 Fins kampioenschap op de weg
Proloog NEA
2017
 Fins kampioenschap tijdrijden
 Fins kampioenschap op de weg
2018
 Fins kampioenschap tijdrijden
2019
 Fins kampioenschap tijdrijden
| Jaar | Milaan-San Remo | FK tijdrijden | FK op de weg | WK tijdrijden |  | WK op de weg |  | Wereldranglijsten |
| ---- | --------------- | ------------- | ------------ | ------------- |  | ------------ |  | ----------------- |
| 1998 |                 |               | Brons        |               |  |              |  |                   |
| 1999 |                 |               |              |               |  |              |  |                   |
| 2000 |                 |               |              |               |  |              |  |                   |
| 2001 |                 | Goud          |              | 27e           |  |              |  |                   |
| 2002 |                 | Zilver        |              |               |  |              |  |                   |
| 2003 |                 | Brons         |              |               |  |              |  |                   |
| 2004 | opgave          |               |              |               |  |              |  |                   |
| 2010 |                 |               | Zilver       |               |  |              |  | 237e (UWK)        |
| 2011 |                 |               |              |               |  |              |  |                   |
| 2012 |                 |               |              | 29e           |  | opgave       |  | 451e (UWT)        |
| 2013 |                 | Goud          |              | 35e           |  | opgave       |  | 314e (UWT)        |
| 2014 |                 |               | Zilver       | 31e           |  | 54e          |  | 107e (UWT)        |
| 2015 |                 | Brons         |              |               |  |              |  | 290e (UWT)        |
| 2016 |                 | Zilver        | Brons        |               |  |              |  | 122e (UWT)        |
| 2017 |                 | Zilver        | Brons        | 34e           |  |              |  | 409e (UWT)        |
| 2018 |                 | Brons         | opgave       |               |  |              |  | 364e (UWT)        |
| 2019 |                 | Zilver        |              |               |  |              |  | 391e (UWT)        |
| 2020 |                 | 4e            | opgave       |               |  |              |  |                   |

Antoshina · Baccaille · Carretta · Grifi · Guderzo · Jasińska · Kapusta-Szydlak · Pavin · Saarelainen · Scandolara · Stricker · Tagliaferro